# Travis Ganong
Travis Scott Ganong (* 14. Juli 1988 in Truckee, Kalifornien) ist ein ehemaliger US-amerikanischer Skirennläufer. Seine stärksten Disziplinen waren Abfahrt und Super-G. Im Verlaufe seiner Karriere gewann er zwei Weltcuprennen und eine WM-Silbermedaille.

## Biografie
Ganong bestritt im Dezember 2003 seine ersten FIS-Rennen. Nach den ersten Siegen auf dieser Stufe im Januar 2005 kam er im April desselben Jahres erstmals im Nor-Am Cup zum Einsatz. Die ersten Platzierungen in den Punkterängen folgten im Dezember 2005. Ab Dezember 2006 erreichte er mehrere Top-10-Plätze und am 7. Februar 2007 feierte er seinen ersten Sieg beim Super-G von Apex. Damit wurde er in der Saison 2006/07 Dritter in der Super-G-Wertung und Sechster im Gesamtklassement. Die nächsten beiden Saisons verliefen im Nor-Am Cup nicht so erfolgreich und Ganong erreichte nur wenige Top-10-Ergebnisse. Seine besten Resultate bei den Juniorenweltmeisterschaften 2007 waren der achte Platz in der Abfahrt und Rang sechs in der Kombinationswertung. Bei den Juniorenweltmeisterschaften 2008 in Formigal verfehlte er als Vierter in der Abfahrt nur knapp eine Medaille.
In der Saison 2009/10 erzielte Ganong wieder Podestplätze im Nor-Am Cup. Am 26. Februar 2010 feierte er in der Abfahrt von Aspen seinen zweiten Sieg, womit er Platz zwei in der Disziplinenwertung erreichte. Am darauf folgenden Tag wurde er US-amerikanischer Abfahrtsmeister. Im selben Winter bestritt Ganong auch seine ersten Weltcuprennen. Während er zu Saisonbeginn in Lake Louise noch ohne Resultat blieb und in den nächsten beiden Rennen nicht unter die besten 30 kam, gewann er am 7. März 2010 mit Platz 28 im Super-G von Kvitfjell die ersten Weltcuppunkte. Am 20. März 2010 wurde er US-amerikanischer Meister im Super-G. Ab der Saison 2010/11 war Ganong fast ausschließlich im Weltcup und nur noch selten bei Kontinentalcuprennen am Start. Bei seinem ersten Großereignis, den Weltmeisterschaften 2011 in Garmisch-Partenkirchen, wurde er 18. im Super-G und 24. in der Abfahrt. Am 21. Januar 2012 erzielte er mit Platz 12 in der Abfahrt auf der Streif in Kitzbühel erstmals ein Top-15-Ergebnis im Weltcup, der erste Top-10-Platz folgte am 15. Dezember 2012 mit Rang zehn in der Abfahrt auf der Saslong in Gröden.
Endgültig in der Weltspitze etablierte sich Ganong in der Weltcupsaison 2013/14, als er in sieben Rennen unter die besten zehn fuhr. Nachdem er bei den Olympischen Winterspielen 2014 in Sotschi Platz fünf in der Abfahrt erreicht hatte, gelang ihm am 28. Februar 2014 mit Platz 3 in der Abfahrt von Kvitfjell die erste Weltcup-Podestplatzierung. Fünf Top-10-Platzierungen gelangen ihm im Weltcup 2014/15, wobei er am 28. Dezember 2014 in der Abfahrt von Santa Caterina Valfurva seinen ersten Weltcupsieg errang. Etwas mehr als einen Monat später gewann Ganong bei den Weltmeisterschaften 2015 in Vail/Beaver Creek am 7. Februar die Silbermedaille in der Abfahrt, zwischen den beiden Schweizer Patrick Küng und Beat Feuz.
Zum Auftakt der Saison 2015/16 fuhr Ganong in der Abfahrt von Lake Louise auf Platz 3, gefolgt von fünf weiteren Top-10-Platzierungen. Höhepunkt der ansonsten durchschnittlich verlaufenen Saison 2016/17 war sein zweiter Weltcupsieg am 27. Januar 2017 in der Abfahrt von Garmisch-Partenkirchen. Ganong stürzte am 28. Dezember 2017 in der Abfahrt von Bormio und zog sich dabei einen Kreuzbandriss zu, wodurch er den Rest der Saison und auch die Olympischen Winterspiele 2018 verpasste. In seiner Comeback-Saison 2018/19 etablierte er sich wieder im Mittelfeld und fuhr drei Top-10-Ergebnisse heraus. Gleich siebenmal gelang ihm dies im Verlaufe der Saison 2019/20, hingegen nur zweimal in der Saison 2020/21. Seine erfolgreichste Saison, was die Platzierung im Gesamtweltcup betrifft, hatte Ganong im Winter 2021/22. Einem dritten Rang in der Abfahrt von Beaver Creek ließ er sechs weitere Platzierungen unter den besten zehn folgen, was in der Gesamtwertung den 20. Platz ergab. Bei den Olympischen Winterspielen 2022 fuhr er im Super-G auf den 12. und in der Abfahrt auf den 20. Platz.
Nachdem die Saison 2022/23 eher verhalten begonnen hatte, belegte Ganong Ende Januar 2023 in der Abfahrt von Kitzbühel nochmals den dritten Platz. Gemeinsam mit Steven Nyman gab er am 3. März 2023 bekannt, seine Karriere beenden zu wollen. Sein letztes Weltcuprennen bestritt er am 15. März beim Weltcupfinale in Soldeu, wo er in der Abfahrt auf Platz 20 fuhr.

## Privates
Ganong ist seit 2008 mit der kanadischen Skirennläuferin Marie-Michèle Gagnon liiert. Kennengelernt hatten sie sich am Mont Sainte-Anne über ihren gemeinsamen Bekannten Louis-Pierre Hélie. Im September 2021 verkündeten Ganong und Gagnon in Zermatt ihre Verlobung. Am 22. März 2023 gaben sie nach dem gemeinsamen Karriereende ihre Hochzeit bekannt.

## Erfolge

### Olympische Spiele
- Sotschi 2014: 5. Abfahrt, 23. Super-G
- Peking 2022: 12. Super-G, 20. Abfahrt

### Weltmeisterschaften
- Garmisch-Partenkirchen 2011: 18. Super-G, 24. Abfahrt
- Vail/Beaver Creek 2015: 2. Abfahrt
- St. Moritz 2017: 14. Super-G, 25. Abfahrt
- Åre 2019: 26. Abfahrt
- Cortina d’Ampezzo 2021: 8. Super-G, 12. Abfahrt
- Courchevel 2023: 28. Abfahrt, 30. Super-G

### Weltcup
Ganong errang 6 Podestplätze, davon 2 Siege:
| Datum             | Ort                    | Land        | Disziplin |
| ----------------- | ---------------------- | ----------- | --------- |
| 28. Dezember 2014 | Santa Caterina         | Italien     | Abfahrt   |
| 27. Januar 2017   | Garmisch-Partenkirchen | Deutschland | Abfahrt   |

### Weltcupwertungen
| Saison  | Gesamt | Gesamt | Abfahrt | Abfahrt | Super-G | Super-G |
| Saison  | Platz  | Punkte | Platz   | Punkte  | Platz   | Punkte  |
| ------- | ------ | ------ | ------- | ------- | ------- | ------- |
| 2009/10 | 149.   | 3      | –       | –       | 53.     | 3       |
| 2010/11 | 115.   | 28     | 44.     | 17      | 45.     | 11      |
| 2011/12 | 88.    | 59     | 30.     | 56      | 60.     | 3       |
| 2012/13 | 57.    | 121    | 18.     | 114     | 45.     | 7       |
| 2013/14 | 23.    | 343    | 9.      | 250     | 19.     | 93      |
| 2014/15 | 29.    | 294    | 11.     | 240     | 27.     | 54      |
| 2015/16 | 25.    | 370    | 11.     | 250     | 19.     | 120     |
| 2016/17 | 26.    | 327    | 12.     | 215     | 15.     | 112     |
| 2017/18 | 106.   | 30     | 55.     | 1       | 31.     | 29      |
| 2018/19 | 44.    | 203    | 20.     | 88      | 16.     | 115     |
| 2019/20 | 24.    | 309    | 13.     | 169     | 12.     | 140     |
| 2020/21 | 40.    | 209    | 18.     | 108     | 16.     | 101     |
| 2021/22 | 20.    | 341    | 11.     | 211     | 14.     | 130     |
| 2022/23 | 42.    | 192    | 15.     | 178     | 49.     | 14      |

### Nor-Am Cup
- Saison 2006/07: 6. Gesamtwertung, 3. Super-G-Wertung, 7. Abfahrtswertung
- Saison 2009/10: 2. Abfahrtswertung
- 4 Podestplätze, davon 2 Siege:

| Datum            | Ort   | Land   | Disziplin |
| ---------------- | ----- | ------ | --------- |
| 7. Februar 2007  | Apex  | Kanada | Super-G   |
| 26. Februar 2010 | Aspen | USA    | Abfahrt   |

### Juniorenweltmeisterschaften
- Altenmarkt 2007: 6. Kombination, 8. Abfahrt, 11. Slalom, 44. Riesenslalom
- Formigal 2008: 4. Abfahrt, 13. Super-G, 25. Slalom

### Weitere Erfolge
- 3 US-amerikanische Meistertitel (Abfahrt 2010, Super-G 2010 und 2013)
- 2 Platzierungen unter den besten zehn im Europacup
- 2 Podestplätze im Australia New Zealand Cup, davon 1 Sieg
- 1 Podestplatz im South American Cup
- 12 Siege in FIS-Rennen